# Warren F. Daniell

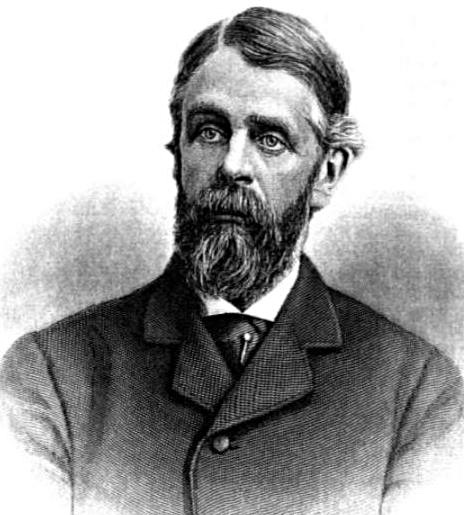
Warren F. Daniell

Warren Fisher Daniell (* 26. Juni 1826 in Newton Lower Falls, Middlesex County, Massachusetts; † 30. Juli 1913 in Franklin, New Hampshire) war ein US-amerikanischer Politiker. Zwischen 1891 und 1893 vertrat er den Bundesstaat New Hampshire im US-Repräsentantenhaus.

## Werdegang
Warren Daniell besuchte die öffentlichen Schulen seiner Heimat in Massachusetts und ab 1834 in Franklin (New Hampshire), wohin er mit seiner Familie gezogen war. Danach begann er eine Lehre bei seinem Vater, der eine Papierfabrik betrieb. Im Jahr 1852 gründete Daniell eine eigene Papierfabrik in Waterville, Maine. In den folgenden Jahren betrieb er in Pepperell, Massachusetts eine weitere Fabrik, die in dieser Branche operierte. Nach seiner Rückkehr nach Franklin blieb er im Papiergeschäft tätig, engagierte sich aber auch in der Viehzucht und auf dem Bankensektor. Während des Bürgerkrieges diente Daniell in der Miliz von New Hampshire, die auf der Seite der Union kämpfte.
Politisch war Daniell Mitglied der Demokratischen Partei. Obwohl seine Partei in New Hampshire in der Minderheit war, gelang es ihm mehrfach, in das Repräsentantenhaus des States gewählt zu werden. Dort saß er in den Jahren 1861 und 1862 sowie zwischen 1870 und 1877. Im Jahr 1872 war er Delegierter zur Democratic National Convention in Baltimore. Zwischen 1873 und 1874 war Daniell auch Mitglied des Senats von New Hampshire. Demnach war er in diesen beiden Jahren gleichzeitig in beiden Kammern der Legislative seines Staates vertreten.
1890 wurde Daniell im zweiten Wahlbezirk von New Hampshire in das US-Repräsentantenhaus in Washington, D.C. gewählt, wo er am 4. März 1891 die Nachfolge des Republikaners Orren C. Moore antrat. Da er bei den nächsten Wahlen im Jahr 1892 auf eine weitere Kandidatur verzichtete, konnte Daniell bis zum 3. März 1893 nur eine Legislaturperiode im Kongress absolvieren. Nach dem Ende seiner Zeit im Kongress war Warren Daniell bis 1898 weiterhin im Papiergeschäft tätig und auch an der Winnepesogee Paper Co. beteiligt. Er starb im Juli 1913 in Franklin und wurde dort auch beigesetzt.